# Parafia Miłosierdzia Bożego w Sułkowicach
Parafia pod wezwaniem Miłosierdzia Bożego w Sułkowicach – parafia rzymskokatolicka znajdująca się w Sułkowicach-Łęgu. Należy do dekanatu Andrychów diecezji bielsko-żywieckiej.
Erygowana 24 czerwca 1996 roku.
Zobacz też: Parafia św. Jana Chrzciciela w Sułkowicach